# 九连城城址 (沽源)
九连城城址，位于中国河北省张家口市沽源县九连城，1982年7月23日公布为河北省文物保护单位，2006年5月25日公布为第六批全国重点文物保护单位。